# Rodolfo Ranni
Rodolfo Ranni (Trieste, 31 de octubre de 1937) es un primer actor y comediante italiano-argentino de extensa trayectoria en el cine, teatro y televisión de Argentina.

## Biografía
Nacido en Italia, llegó a Argentina en 1947, y comenzó a actuar en teatro a mediados de la década del '50, luego estableciéndose como actor de cine y televisión a partir de los años '60. Entre otras historias protagonizó: Atreverse, Matrimonios y algo más, Vínculos —por el que recibió un Premio Martín Fierro al mejor actor—, Hola crisis, Estado civil, Zona de riesgo y Los machos —por el que recibe su segundo Premio Martín Fierro al mejor actor. Asimismo, hizo la remake de La nena, Archivo negro, Alas, Como vos y yo y Los buscas. En su extensa trayectoria ha realizado en televisión Nosotros y los miedos, Rugero, Hombres en pugna y Atreverse; y en cine El desquite, En retirada, No habrá más penas ni olvido, Las esclavas, El arreglo, Señora de nadie, Volver, Comodines y Los pasajeros del jardín, entre otros. Obtuvo el Premio Konex - Diploma al Mérito en 3 oportunidades, en 1981, 1991 y 2001.

## Trayectoria

### Teatro
- 2022: Divino divorcio, Gira Nacional
- 2020: Burlesque, Teatro Provincial (Mar del Plata)
- 2018: Los martes, orquídeas, Teatro 25 de Mayo (Ciudad Autónoma de Buenos Aires)
- 2016: La familia bomba, Teatro del Sol
- 2015: Aeroplanos, Teatro Podestá (La Plata) - Gira Nacional
- 2012/2013: Los Grimaldi, Teatro Del Sol (Villa Carlos Paz)
- 2012: La noche de la basura
- 2011/12: Camino Negro, Teatro Roxy (Mar del Plata)
- 2011: Y donde esta papá?, Teatro Broadway
- 2010: Bula Bula, Teatro Holiday (Villa Carlos Paz)
- 2009: La jaula de las locas, Teatro del Sol (Villa Carlos Paz) - Gira Nacional
- 2008: El Tenor, Teatro Metropolitan I
- 2007: El gran deschave Gira Nacional
- 2006: Esta noche no, querida! Teatro Astral
- 2006: 50&50 Miti Miti Teatro Mar del Plata
- 2005: 50&50 Fifty Fifty, Multiteatro - Gira Nacional
- 2004: Vengo por el aviso, Teatro Astral
- 2003: Bingo, Gira Nacional
- 2003: El televidente
- 2001: Adelante mi coronel, Teatro Neptuno (Mar del Plata) - Teatro Metropolitan II
- 2000: Boeing Boeing, Teatro Candilejas (Villa Carlos Paz)
- 1999: Boeing Boeing, Teatro Neptuno (Mar del Plata) - Teatro Astros
- 1995: Cristales rotos
- 1994: Hamburgueses
- 1993: ¿Qué nos sucede, vida?
- 1992: El bizco
- 1990: Potiche, Teatro Ateneo
- 1988: Y yo... ¿dónde duermo?
- 1986: Querido señor New York
- 1984: Nacida ayer
- 1982/1983: Camino negro
- 1981: Domesticados
- 1980: ¿Dónde ponemos la almohada?
- 1968: Tentempié
- 1967: Hola
- 1963: Carolina Paternoster
- 1957: Evasión
- 1957: Un amante en la ciudad
- 1957: El bosque petrificado

### Cine
- 2025: Mazel Tov
- 2023: Los bastardos
- 2021: Al tercer día
- 2018: Capitán Mengano
- 2012: La plegaria del vidente
- 2011: El peso de la culpa
- 2008: Motivos para no enamorarse

Rodolfo Ranni en 1983. Protagonista de la película El desquite, dirigida por Juan Carlos Desanzo.

- 2005: Cargo de conciencia, senador Atilio Pérez Aguirre
- 2001: Temporal, Pujol
- 1999: El mar de Lucas, Rolo
- 1999: Esa maldita costilla, Carlos
- 1997: La herencia del tío Pepe
- 1997: Comodines, Osvaldo Deambrosi
- 1997: La furia, Juez Cambiaso
- 1997: El sekuestro, presidente
- 1997: Canción desesperada
- 1995: Y peque Carlos, peque
- 1993: Las boludas
- 1993: Funes, un gran amor
- 1992: Siempre es difícil volver a casa
- 1992: Al filo de la ley, Rodolfo Rivas
- 1991: Un lugar en el mundo, Andrada
- 1991: Delito de corrupción, comisario Ledesma
- 1990: Enfermero de día, camarero de noche
- 1990: Negra medianoche o Play Murder for Me, Stanislav Gregorius (estrenada en Italia en octubre de 1990)
- 1987: Chorros, De La Cuesta
- 1987: Los corruptores, Dr. Álvarez
- 1987: Revancha de un amigo, Sr. Llanarte
- 1987: Las esclavas, Alejandro Balnicott
- 1987: Me sobra un marido, Evaristo
- 1986: Camarero nocturno en Mar del Plata, Toto
- 1986: Apenas reflejos (inédita)
- 1986: La mayoría silenciada (inédita)
- 1986: Soy paciente (inconclusa)
- 1985: La búsqueda, jefe de la banda
- 1985: La muerte blanca, general Luján
- 1984: En retirada, Ricardo, el Oso
- 1983: No habrá más penas ni olvido, comisario Llanos
- 1983: El desquite, Juan Parini / Peralta
- 1983: El arreglo
- 1982: Volver, "Chino"
- 1982: Los pasajeros del jardín
- 1982: Señora de nadie
- 1981: Tiempo de revancha, Torrens
- 1981: Las mujeres son cosa de guapos
- 1980: Tiro al aire
- 1980: Queridas amigas
- 1976: La aventura explosiva
- 1976: Te necesito tanto, amor
- 1975: Una mujer
- 1974: La flor de la mafia
- 1966: Necesito una madre
- 1965: Nadie oyó gritar a Cecilio Fuentes
- 1961: Amorina
- 1960: Todo el año es Navidad
- 1958: El hombre que hizo el milagro
- 1958: Una cita con la vida

### Televisión
- 2024: Coppola, el representante, Star+.
- 2022: El Marginal, temporada 4, Netflix.
- 2021: Abejas, el arte del engaño, Flow.
- 2021: 70, TVP.
- 2017-2019: El jardín de bronce, HBO.
- 2011-2012: Herederos de una venganza, Canal 13.
- 2008: Por amor a vos, Canal 13.
- 2006: Amas de casa desesperadas, Canal 13.
- 2006: Cantando por un sueño, Canal 13.
- 2006: El tiempo no para, Canal 9.
- 2005: Sin código, Canal 13.
- 2005: Botines, Canal 13.
- 2005: Lo de Bilardo, América TV.
- 2004: Los de la esquina, Canal 7
- 2004: Los Machos de América, América
- 2003: Malandras, Canal 9
- 2001: Rodolfo Ranni en su salsa, Canal 13
- 2000: Tiempo final, Telefe
- 2000: Los buscas de siempre, Azul TV
- 1999: Como vos & yo *Canal 13*
- 1998: Alas, poder y pasión *Canal 13*
- 1997: Archivo Negro, Canal 13
- 1996: La nena *Canal 9*
- 1996: Los ángeles no lloran *Canal 9*
- 1994: Los machos *Canal 13*
- 1993: Zona de riesgo *Canal 13*
- 1990: Atreverse *Telefé*
- 1990: Yo tenía un plazo fijo (película para televisión)
- 1987: Matrimonios y algo más *Canal 9*
- 1985: Momento de incertidumbre *Canal 13*
- 1984: Marina de noche *Canal 13*
- 1984: Aquí: La Jungla *Canal 13*
- 1983: Ruggero *Canal 13*
- 1982: Nosotros y los miedos *Canal 9*
- 1981: Pecado mortal *ATC*
- 1981: Eugenia *ATC*
- 1981: Los especiales de ATC -Ep: "La mujer del Cholo" (Cholo)- *ATC*
- 1981: Hombres en pugna, *ATC*
- 1980: Rosa de lejos *ATC*
- 1980: María, María y María *Canal 13*
- 1979: Mamá linda *Canal 11*
- 1978: Renato *Canal 11*
- 1976: El gato *Canal 9*
- 1975: Alta comedia -Ep: "Hondo es el silencio" *Canal 9*
- 1974: Teatro para sonreír *Canal 11*
- 1972: El Barón de Brankovan, El exterminador *Canal 9*
- 1972: El exterminador
- 1971: Nosotros también nos reímos *Canal 13*
- 1971: La escopeta *Canal 13*
- 1970/1971: El principio y el fin *Canal 13*
- 1970: Hospital privado *Canal 11*
- 1969/1972: Muchacha italiana viene a casarse *Canal 13*
- 1969: La familia Falcón *Canal 13*
- 1968: La pulpera de Santa Lucía *Canal 9*
- 1967: La venganza *Canal 7*
- 1967: Mujeres en presidio *Canal 9*
- 1967: Lo mejor de nuestra vida... nuestros hijos *Canal 9*
- 1966: Romeo y Julieta *Canal 13*
- 1965: Los chicos crecen *Canal 7*
- 1965: Su comedia favorita
- 1964: Usted se casa conmigo
- 1961: Cuando los años son pocos *Canal 7*